# Brestska oblast
Brestska oblast (bjeloruski: Брэ́сцкая во́бласць, ruski: Бре́стская о́бласт) je jedna od sedam oblasti u Bjelorusiji. Središte oblasti je grad Brest.

## Zemljopis
Brestska oblast se nalazi u jugozapadnoj Bjelorusiji na granici s Ukrajinom i Poljskom.
Oblast je 2004. godine imala 1.462.900 stanovnika što je 14,7% ukupnog bjeloruskog stanovništva, površina oblasti je 32.700 km² što je 15,7 % od ukupnog bjeloruskog teritorija, dok je prosječna gustoća naseljenosti 44 stan./km².
Brest, glavni grad oblasti, ima 296.300 stanovnika, drugi najveći grad je Baranoviči koji imaju 168.600 stanovnika, treći grad po broju stanovnika je Pinsk koji ima 130.500 stanovnika.
Susjedne oblasti Brestske oblasti su na sjeveru Grodenska, na sjeveroistoku Minska i na jugoistoku Gomeljska. 

### Etnički sastav
Najbrojniji narod oblasti su Bjelorusi kojih ima 1.262.600 (85 %), Rusa ima 128.700 (8,6 %), Ukrajinaca 57.100 (3,8 %) i Poljaka 27.100 (1,8 %).

## Administrativna podjela
Brestska oblast dijeli se na 16 rajon, 20 gradova, 225 naselja, 2.194 sela, te pet gradova (municipija) koji imaju viši administrativni stupanj.

## Vanjske poveznice
- Službena stranica oblasti  Arhivirana inačica izvorne stranice od 13. veljače 2008. (Wayback Machine)